# Copsychus
Pour les articles homonymes, voir Shama.
Genre
Le genre Copsychus, regroupe douze espèces de passereaux appartenant à la famille des Muscicapidae.

## Taxonomie
S'appuyant sur diverses études phylogéniques, le Congrès ornithologique international (classification version 4.1, 2014) transfère dans ce genre deux espèces, le Pseudotraquet indien venant du genre Saxicoloides, et le Shama à queue rousse venant du genre Trichixos.

### Liste des espèces
Selon la classification de référence du Congrès ornithologique international (version 15.1, 2025) :
- Copsychus saularis – Shama dayal
- Copsychus sechellarum – Shama des Seychelles
- Copsychus mindanensis – Shama des Philippines
- Copsychus albospecularis – Shama de Madagascar
- Copsychus pyrropygus – Shama à queue rousse
- Copsychus fulicatus – Pseudotraquet indien
- Copsychus luzoniensis – Shama bridé
- Copsychus superciliaris – Shama des Visayas
- Copsychus niger – Shama noir
- Copsychus cebuensis – Shama de Cebu
- Copsychus albiventris – Shama des Andaman
- Copsychus omissus – Shama de Java
- Copsychus stricklandii – Shama de Strickland
- Copsychus barbouri – Shama de Maratua
- Copsychus nigricauda – Shama de Kangean
- Copsychus leggei – Shama du Sri Lanka
- Copsychus malabaricus – Shama à croupion blanc

## Référence dans la culture
Le musicien français Olivier Messiaen s'est inspiré de son chant pour une des pièces de son Des canyons aux étoiles..., écrit entre 1971 et 1974.